# Saturnia carpini
Saturnia carpini är en fjärilsart som beskrevs av Ignaz Schiffermüller 1776. Saturnia carpini ingår i släktet Saturnia och familjen påfågelsspinnare. Inga underarter finns listade.